# Air Pink
Ер Пинк (Air Pink) српска је авио-компанија из Београда која се бави искључиво авио-такси саобраћајем и ВИП саобраћајем. Ер Пинк је основан 28. октобра 2004. као прва ВИП авио-компанија у Србији. Основана је од стране медијске Пинк међународне компаније. Ради на принципу потпуно персонализоване услуге за купца који врши закуп авиона и одабир дестинације. Ово у основи значи да купац закупљује авион и врши одабир дестинације из понуђених дестинација, а уколико жељена дестинација није у списку понуђених дестинација Ер Пинка, купац склапа посебан договор са компанијом о лету ка и од жељене дестинације. Компанија је базирана на матичном аеродрому Београд-Никола Тесла одакле лети ка већим блискоисточним и европским дестинацијама, као и ка дестинацијама у региону.

## Флота авиона
- Два авиона типа Цесна Ситејшн Браво II C550 (Cessna Citation II C550 Bravo)
- Један авион типа Цесна Ситејшн CJ3 C525B (Cessna Citation CJ3 C525B)
- Осам авиона типа Цесна Ситејшн XLS C560XLS+ (Cessna Citation XLS+ C56X)

## Дестинације
Наведене дестинације су оне које компанија редовно опслужује, премда купац може да лети и ка другим дестинацијама које у списку нису наведене у посебном договору са компанијом.
Домаће дестинације
- Београд - „Никола Тесла“ аеродром (матична база)
- Ниш - „Константин Велики“ аеродром

Међународне дестинације
- Африка

  - Алжир
    - Алжир - „Харари Бумедин“ аеродром

  - Египат
    - Каиро - „Каиро“ међународни аеродром

  - Либија
    - Триполи - „Триполи“ међународни аеродром

  - Тунис
    - Тунис - „Картаг“ аеродром
- Азија
  - Кипар
    - Ларнака - „Ларнака“ међународни аеродром

  - Израел
    - Тел Авив - „Бен Гурион“ међународни аеродром

  - Турска
    - Анкара - „Етисмегут“ аеродром
- Европа
  - Албанија
    - Тирана - „Ринас Мајка Тереза“ аеродром

  - Аустрија
    - Беч - „Беч“ међународни аеродром

  - Белгија
    - Брисел - „Брисел“ међународни аеродром

  - Босна и Херцеговина
    - Сарајево - „Сарајево“ међународни аеродром

  - Бугарска
    - Софија - „Софија“ аеродром

  - Уједињено Краљевство
    - Лондон - „Хитроу“ међународни аеродром,
    - Лондон - „Лондон Сити“ аеродром,
    - Лондон - „Стансед“ аеродром,
    - Лондон - „Лутон“ аеродром

  - Хрватска
    - Дубровник - „Дубровник“ аеродром
    - Загреб - „Загреб“ аеродром

  - Чешка Република
    - Праг - „Ружин“ међународни аеродром

  - Данска
    - Копенхаген - „Копенхаген“ аеродром

  - Француска
    - Париз - „Шарл де Гол“ међународни аеродром,
    - Париз - „Орли“ аеродром,
    - Париз - „Ле Бурже“ аеродром

  - Немачка
    - Берлин - „Шонефелд“ аеродром

  - Грчка
    - Атина - „Елефтериос Веницелос“ међународни аеродром

  - Мађарска
    - Будимпешта - „Феређи“ међународни аеродром

  - Италија
    - Рим - „Леонардо Давинчи“ међународни аеродром

  - Северна Македонија
    - Скопље - „Скопље“ аеродром

  - Малта
    - Лука - „Малта“ аеродром

  - Пољска
    - Варшава - „Фредерик Шопен“ међународни аеродром

  - Румунија
    - Букурешт - „Хенри Коанда“ међународни аеродром

  - Русија
    - Москва - „Шереметјево“ међународни аеродром

  - Словачка
    - Братислава - „М. Р. Штефаник“ међународни аеродром

  - Словенија
    - Љубљана - „Брник“ међународни аеродром

  - Шпанија
    - Мадрид - „Барахас“ међународни аеродром

  - Шведска
    - Стокхолм - „Арланда“ аеродром

  - Швајцарска
    - Цирих - „Цирих“ међународни аеродром

  - Украјина
    - Кијев - „Кијев Жулијани“ међународни аеродром

  - Црна Гора
    - Подгорица - „Подгорица“ аеродром